# JAG2
JAG2‏ (Jagged 2) هوَ بروتين يُشَفر بواسطة جين JAG2 في الإنسان.